# چراغ سیالیتیک

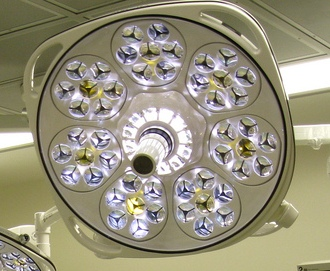
چراغ سیالیتیک

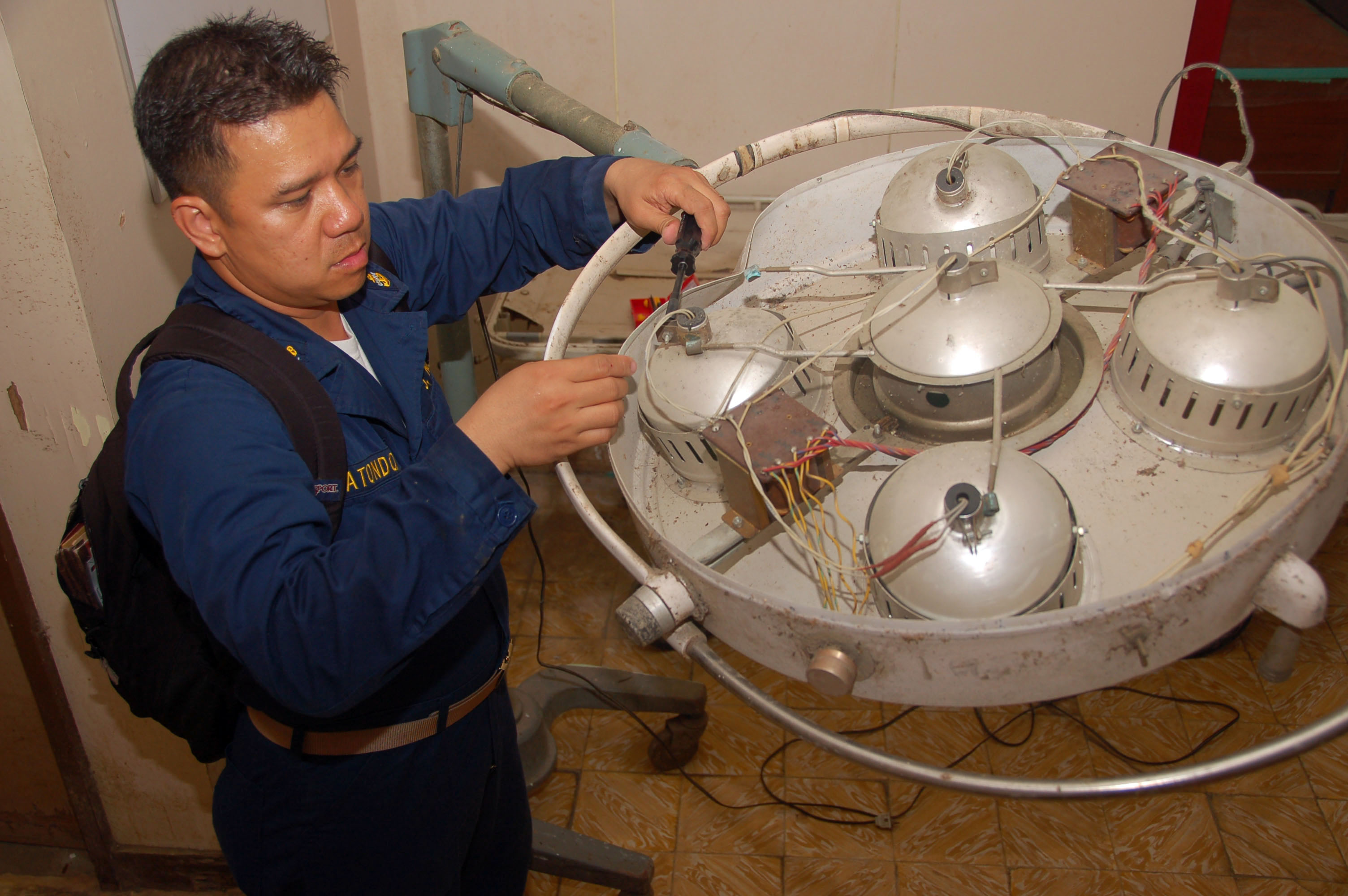
تعمیر چراغ سیالکتیک اتاق عمل ناو دریایی ارتش

چراغ‌های متحرک یا چراغ سیالیتیک(Surgical Light)برای ایجاد روشنایی در ناحیه عمل و فراهم ساختن دید بهتر جهت مکان جراحی در اتاق عمل مورد استفاده قرار می‌گیرند. نور این چراغ‌ها توسط یک دکمه، کم و زیاد می‌شوند. دسته‌هایی که روی این چراغ قرار دارند امکان تنظیم ارتفاع را به جراح می‌دهند و این دسته‌ها خاصیت استریل پذیری نیز دارند. این چراغ‌ها توسط یک پایه به سقف اتاق عمل اتصال می‌یابند.
- در صورت نیاز به نور بیشتر می‌توان از یک چراغ سالیتیک سیار نیز استفاده کرد.[۱]

چراغ سیالتیک باید بتواند نوری مشابه نور روز تولید کند تا از خطای رنگ ها جلوگیری به عمل آید. از طرفی نباید دمای محیط اتاق عمل را افزایش دهد یا به عبارتی باید نور سرد تولید کند (3000k-5000k) دمای رنگ.
همچنین نباید سایه ایجاد کند و سایه پزشک بر روی بافت های بدن بیافتد. ویژگی مهم دیگر چراغ اتاق عمل این است که باید عمق نفوذ نور در بافت ها مناسب و استاندارد باشد.